# 西北大学 (伊利诺伊州)
西北大学（简称：NU）是美國的一所著名私立研究型大學，由九位循道宗人士于1851年创立，目标是建立一所为西北領地的人服务的大学。1853年，创始人们在芝加哥以北12英里的密歇根湖畔购买了一块379公顷的土地作为校园。该校的埃文斯顿市和芝加哥两个主校区都位于密歇根湖泊畔，並在科勒尔盖布尔斯、舊金山、華盛頓哥倫比亞特區和卡達杜哈設有分校區。
西北大学是十大联盟的創會成員，在《美国新闻与世界报道》《泰晤士报高等教育》《世界大学学术排名》等主要教育刊物常年评为全美前十名、世界前三十名，是美國歷史悠久的知名學府。2025年度位居美国新闻与世界报道排名全美第6名。泰晤士报高等教育世界第28名。
该校由11个学院组成，其中包括凯洛格管理学院、普利兹克法学院、费恩伯格医学院、温伯格文理学院、比恩音乐学院、麦考密克工程与应用科学学院、梅迪尔新闻学院。 截至2019年秋季，该校共有在校生21946人，其中大學部學生8327人，研究生13619人。西北大学拥有价值150亿美元的捐赠基金，其开展的众多研究项目每年带来近9亿美元的研究资助。
截至2020年10月，西北大学的教师和校友包括1位菲尔兹奖章获得者、22位诺贝尔奖获得者、40位普利策奖获得者、6位麦克阿瑟学者、17位罗德学者、27位馬歇爾学者、23位美国国家科学奖章获得者、11位美国国家人文奖章获得者、84位美国文理科学院院士、10位在世亿万富翁、16位奥运奖牌获得者和2位美国最高法院大法官。 西北大学校友创办了黑石集团、柯克兰和埃利斯律师事务所、美国钢铁公司、古根海姆合伙人、梅爾文資本、埃森哲、怡安集团、AQR资本和博思艾伦汉密尔顿等著名公司。

## 历史
西北大学是1851年芝加哥的循道宗人士建立的。1855年它正式运行时有两个教员和十名学生。九名创立者都是循道宗人士，在第一次组织会议前跪下祈祷。大学名称来源于其创办者希望为前西北领地上建立的州的人民服务的愿望。这些州为俄亥俄州、印第安纳州、伊利诺伊州、密歇根州、威斯康辛州和明尼蘇達州的部分地区。1855年埃文斯顿校园只有一座临时性的建筑。第一座正式的和持久性的建筑是1869年建造的大学大厦（University Hall）。在1920年代里西北大学在芝加哥为法学、医学和商业硕士学校建造了芝加哥校园。
西北大学校徽上的座右铭是，这是拉丁文，源于《新约·腓立比书》，意为“皆事求真”。另外校徽上一本翻开的书上还有一句希腊语：，意思是“充满荣光和真理的道”。它来自《約翰福音》：“道成了肉身住在我们中间，充充满满的有恩典有真理。我们也见过他的荣光，正是父独生子的荣光”。这两句格言反映出了西北大学创立者的价值观，体现出了其卫理宗的遗产。
西北大学的创办证书保障大学永远不必交财产税，因此西北大学与埃文斯顿市政府之间的关系往往困难。由于建筑、司法和政策等问题经常发生紧张。近年来埃文斯顿政府内的组织试图把西北大学的校园分成几个不相连的部分来削弱学生的投票力量。
1873年埃文斯顿女子学院与西北大学合并，后来著名的提倡妇女拥有选举权的弗朗西斯·威拉德成为学院的首位院长。早在1869年西北大学就已经招收女生了，1874年第一名女学生毕业。
1892年紫色成为西北大学的正式校色，取代了此前的黑色和金色。一个学校委员会觉得这两个颜色被太多其它学校使用了。今天西北大学只有一个官方颜色，即皇家紫色。但是传统地设立了白色是一个非官方的单是实际上也是一个校色。因此在西北大学的校歌里除紫色外也提到白色（“欢呼紫色，欢呼白色”）在大学的指引中也把白色列出了。
1930年代里西北大学几乎与其学术竞争者芝加哥大学合并。1933年当时两座大学的校长均认为为了保证两座大学的未来最好它们合并，西北大学的埃文斯顿校园作为本科校园使用，西北大学的芝加哥校园作专业校园，芝加哥大学的校园则做研究生校园。但是西北大学的董事会否决了这个建议。
1939年西北大学主办了全國大學體育協會第一次篮球冠军赛。1948年著名人类学家梅尔维尔·赫斯科维茨在西北大学设立了非洲研究项目，这是美国大学中第一个这样的学术机构。
1978年5月西北大学发生了第一起邮包炸弹事件。一年后第二起事件也发生在西北大学。
1999年西北大学的学生记者在安东尼·波特被处死两天前发现了证明他不是罪犯的证明。自此以来他们又为九个人平反。2003年1月11日伊利诺伊州州长乔治·瑞安在西北大学法学院发表讲话时公布他将减轻150多名死囚犯的判决。他说此举“适合今天在西北大学聚集的学生、教师、律师和调查者们，他们揭露了伊利诺伊州死刑系统可悲的状况。”

## 校园

### 埃文斯顿

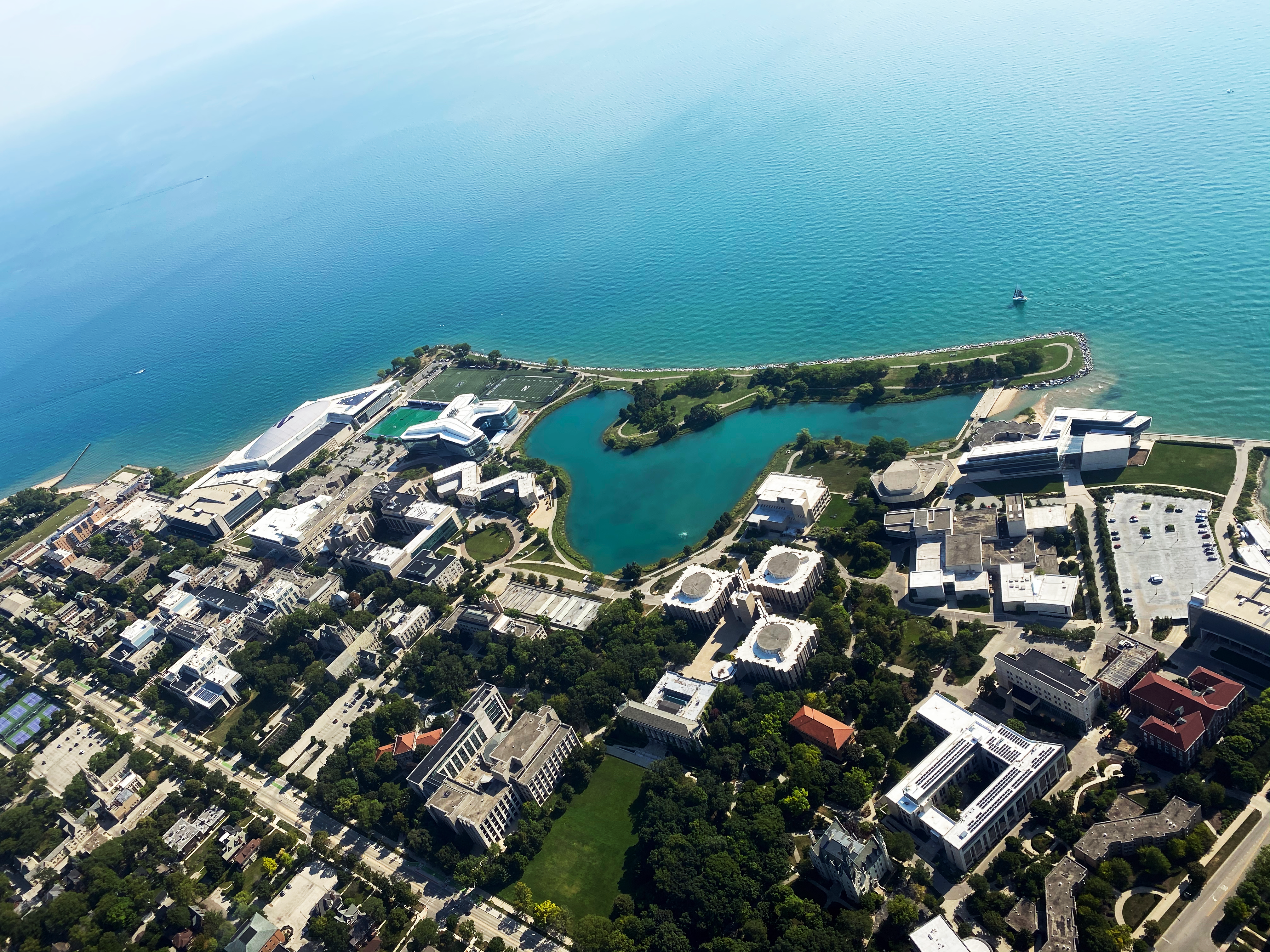
西北大学埃文斯顿校区航拍

西北大学的埃文斯顿校区是本科生院、研究生院和凯洛格管理学院的所在地，沿密歇根湖南北走向。校区北边以理科和体育为主，而校区南边则以人文和艺术为主，所以校区南北区域的氛围明显不同。北校区是兄弟会、亨利·克朗运动馆和水上运动中心等运动设施，和麦考密克工程与应用科学学院（Tech）、天文台以及其他与科学相关的建筑的所在地，包括纳米技术研究中心、福特汽车工程设计中心等。南校区是大学人文相关学科建筑、皮克-施泰格音乐厅和其他音乐相关设施、艺术博物馆以及姐妹会的所在地。在20世纪60年代，西北大学通过在密歇根湖填湖的方式，新增了84英亩（34.0公顷）的土地。图书馆、诺里斯大学中心（学生会）和皮克-施泰格音乐厅就建在填湖的区域上。
芝加哥交通局穿过埃文斯顿的高架列车被称为紫线，其名称来自西北大学的校色。福斯特站和戴维斯站从校园南端步行即可到达，而诺伊斯站则靠近校园北端。中央站靠近西北大学的橄榄球场Ryan Field。学校有校巴在南北主干道来回运行，CTA亦有几条公交线路穿过埃文斯顿校园或校园附近。

### 芝加哥

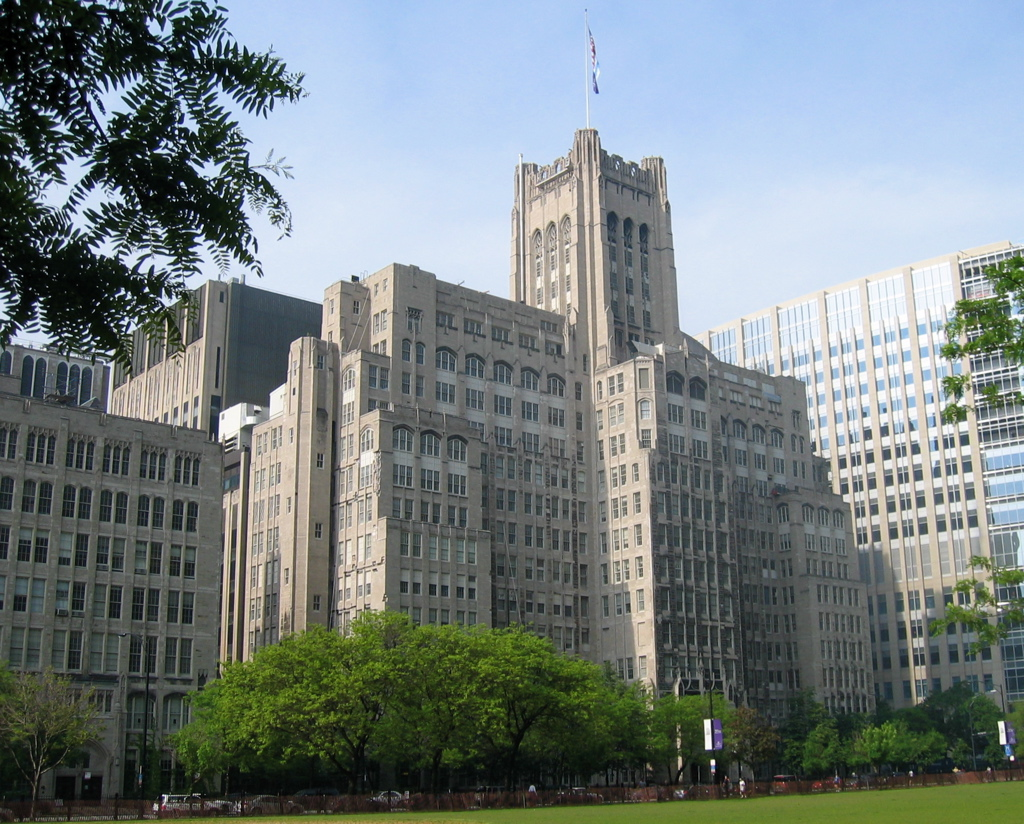
医学院的沃德大厦是美国首座学术摩天大楼

西北大学的芝加哥校园有医学院、西北纪念医院、芝加哥卢里儿童医院、芝加哥康复医院、法学院、兼职商学院和向职业人员提供夜間部和周末班的深造学校。它的沃德大厦是美国首座学术摩天大楼。

### 卡塔尔
2008年秋西北大学在多哈教育城与美国其它五座大学卡内基梅隆大学、康奈尔大学、乔治城大学、德州農工大學和弗吉尼亚联邦大学一起设立了一座校园。一座新闻学校和一座通讯学校提供相应的学士学位。卡塔尔教育、科学和社群发展基金会为建筑和管理用费以及50至60名教职员工的薪水提供资金，部分教职员工将在三个校园中巡回。

## 组织
西北大学由一个私人指定的董事会拥有和管理。目前的董事会有70名成员，其主席是彼得·巴里斯（自2022年起）。董事会将权力授予一名选出的校长作为大学的最高执行官。西北大学历史上有过17位校长（不包括临时校长），现校长为迈克尔·席尔，于2022年秋季接替莫顿·欧文·夏皮罗。校长拥有一支由副校长、主任和其他助理组成的团队，负责行政、财务、教职员工和学生事务。现任教务长凯瑟琳·哈格蒂于2020年9月1日，她是校长手下的大学首席学术官员。各学院院长、跨学术单位领导人和17个系的委员会全部向他负责和报告。
大学的参议会由所有全职教授组成，就教育政策做建议，提议名誉学位候选人，此外还可以设立特殊委员会，如由22名成员组成的全系委员会作为系与管理组织之间的联系。助理学生政府和研究生协会也是类似选举出来的，他们代表本科生和研究生与大学管理机构联系。
西北大学由11个学校和学院组成。每个学校的系由大学校长、教务长、学院院长和教务系组成。系的任务在于教学、研究、对学生提供顾问以及参加委员会工作。每个学校系的有投票权成员（助理教授以上）决定管理需要、学位需要、课程、纪律和学位推荐。
2007年西北大学的捐赠提高11.4%，达72.43亿美元，使它成为美国捐赠第八高的大学。从1997年至2007年捐赠平均增长率为13.4%。此外从2006年至2007年大学还获得了1.879亿美元的礼物和其它支援支持。2007年大学把它的止痛片普瑞巴林专利（由西北大学教授理查德·布鲁斯·西尔弗曼发明）以七亿美元的高价出售，这是历史上售价最高的专利。大学获得的捐赠被用来提供经济资助、研究和建筑。

## 学术
西北大学是一个大规模的研究大学，其学生大多数寄宿。中北部院校协会和相应的美国化学、心理学、商业、教育、新闻业、音乐、工程、法学和医学专业组织认可其130多个本科项目以及70个研究生和专业项目。在2012–2013学年中西北大学授予了2,190个学士学位、3,272个硕士学位、565个博士学位和444个专业学位。
本科项目四年，有大学大多数学生，强调“艺术和科学/专业”。每个学校的系自己设立学位要求。每学年分三学期，每学期约十周，三个学期从每年的九月末开始，六月初结束。一般本科生需要在毕业前至少学习了12个学期，但是西北大学的学生业可以通过加速、荣誉和混合医学、科学、数学、工程和新闻学科。博士研究生项目与本科项目一起进行。
本科毕业生班中按照成績平均積點最高的3%被授予最優等，其次的5%被授予极优等，在其次的8%被授予优等。西北大学也有荣誉学术协会。至今为止西北大学向不同人物授予了520个名誉学位。

### 学生
西北大学的录取标准为“比较选择，较少转入”。共有40585人申请2023届（2019年入学）的本科学位，其中有3673人被录取（9.1%），被录取人中有2006人入学（54.6%）。84%的学生在四年后毕业，94%的学生在六年后毕业。
|                      | 本科生 | 研究生 | 美国人口统计 |
| -------------------- | ------ | ------ | ------------ |
| 非裔                 | 5.6%   | 5.0%   | 13.4%        |
| 亚裔                 | 18.4%  | 12.2%  | 5.9%         |
| 白人（西班牙裔除外） | 43.8%  | 42.1%  | 60.1%        |
| 西班牙裔             | 12.5%  | 6.3%   | 18.5%        |
| 美洲印第安人         | 0.1%   | 0.2%   | 1.3%         |
| 国际学生             | 10.1%  | 23.6%  | 无           |

2012/13学年的本科生学费为61,240美元。西北大学仅在需求基础上提供贷款、勤工助学、奖学金。
在六个本科学校中艺术和科学占新生的51.2%、工程占17.2%、通讯占14.7%、新闻占8.4%、音乐占5.0%、教育占8.4%。毕业生最多的五个学位为经济、新闻、通讯、心理学和政治学。专业学生一般与他们的学校联在一起，而追求更高学位的研究生则主要通过研究生学校收录和管理。在科学、工程和健康方面收录的2075名学生中化学、结合生物、材料科学、电子工程和计算机科学、神经科学和经济的成分最高。在专业学生中管理、法学和医学是招收最高的。

### 图书馆和博物馆
西北大学图书馆系统由四座埃文斯顿校园上的图书馆和三座芝加哥校园上的图书馆组成，中心图书馆位于埃文斯顿，此外还有两座与两个神学院相关的图书馆。图书馆藏4600万册书、4500万微胶卷和4.5万份杂志，是美国第30大的大学生图书馆和第十大的私人大学图书馆。2006年图书馆费用共为2630万美元，增添了10万册书。图书馆中包括世界上最大的非洲研究收藏、大量早期印刷音乐和手稿以及后现代化作品收藏、19和20世纪西方艺术收藏和建筑学杂志。图书馆系统与12个其它大学一起参加Google图书搜索数字化其收藏。大学的艺术博物馆是芝加哥地区的大艺术博物馆之一，其永久性收藏包括4000多部艺术品。它三分之一的展览地面用来进行临时和巡回展出。

### 系和研究
1917年西北大学被选入美國大學協會并保持“非常高”的研究活动。2006年西北大学的研究和发展金费共达4.2亿美元，在美国所有大学中列第34名，在私立大学中列第13名。其中2.5亿来自联邦政府、1220万来自工业界、510万来自州和地方政府、4450万来自其它来源、1.082亿来自西北大学自己的基金，这是美国私立大学中第三高的。西北大学研究和工程研究占地7.79万平方米，其中主要用於医学和生物科学中。2006年西北大学支付2980万美元用于非科学和技术领域的研究如管理、教育、司法、通讯和新闻业，这是所有美国大学中第12高的。2008年西北大学的研究导致了184项发明、158个专利申请、获得了32个专利、促使了九个公司的成立，通过提供允许赢得了7.76亿美元的收入，其中把普瑞巴林的专利出售给輝瑞赢得了七亿美元，这是历史上专利售价最高的纪录。西北大学有多座研究中心。

### 招生录取
西北大学招生被美国新闻与世界报道定为“最具选择性”的学校之一。学校2023届本科（2019年入学）共收到了40,585份申请。提前录取方面，4,399名申请者中有1,096人被录取，录取率为24.9%。常规录取方面，西北大学在36186名申请人中录取了2577人，录取率为7.1%。总的来说，40,585名申请者中共有3,673人被录取，总录取率为8.9%，使西北大学成为美国最难以进入的学校之一。对于2023届入学的新生来说，新SAT中间50%分数为1450-1550分，ACT则在33-35分之间，92%的新生在各自高中班级中排名前10%。
2016年4月，西北大学宣布签署了 "芝加哥之星合作计划"（Chicago Star Partnership），这是一个与本地公立大学合作的计划。通过这一合作关系，西北大学作为是伊利诺伊州15所公立和私立大学之一，将为“从芝加哥公立学校毕业，从该市的一所社区学院获得副学士学位，然后进入学士学位课程的学生提供奖学金”。芝加哥前市长拉姆·伊曼纽尔推动成立了该计划，他鼓励州内私立大学为公立学区的学生们提供机会。其他参与的学校包括有芝加哥大学、东北伊利诺伊大学、德保罗大学和洛约拉大学。

## 校园生活

### 传统
西北大学的学生传统包括：
- 画石头（原来一座1902届学生捐赠的喷泉）是希腊组织、学生团体和校内活动的广告栏[93]。
- 西北大学在橄榄球比赛时有数个传统习俗。在对方控制球的时候学生把手做成爪的形状并像野猫叫。在发球时他们摇钥匙来表示即使西北输了将来其它学校的毕业生依然要为学生停车[94]。
- 瑞贝卡·克劳恩钟楼在西北大学赢得一场球赛后会打紫光灯。
- 西北大学的跳舞马拉松是一个30小时的募捐福利活动，每年冬季举办。
- 美国学习最后一周前的周日上午九点种时学生探出窗户或者在校园里使足力气叫喊[95]。
- 每年春天亡兵紀念日后的周末在填湖的校园地带进行音乐会[95]。

### 媒体
《西北日报》是西北大学最主要的学生报纸。在学期内它于工作日出版。西北大学的电台WNUR-FM功率7200瓦，向芝加哥及其北部市郊播送。西北新闻网路（Northwestern News Network）是一个学生电视台。《西北之北》是一个学生组织的网上杂志。

### 艺术
校园里戏剧演出非常受欢迎，每年有两部剧上演。西北大学业有不同的即兴表演团体。校园上有十个乐队和不同的舞蹈队。

### 服务
许多西北大学学生积极参加社群服务。比如每年举办的「西北大學舞蹈马拉松」(Northwestern University Dance Marathon)是一场为时30小时的活动，2007年募捐70.8万美元。另一个每年举办的活动是万圣节下午向800多名当地儿童举办的游戏和分发糖果。

### 宿舍
西北大学有多个学生宿舍，其中包括一般的宿舍和专题宿舍。一些宿舍是专门给某个系的学生住的，比如艺术、科学和工程、通讯等等。
截至2013年冬季，39%的本科生加入了兄弟会或姐妹会。西北大学承认21个兄弟会和18个姐妹会。

## 体育

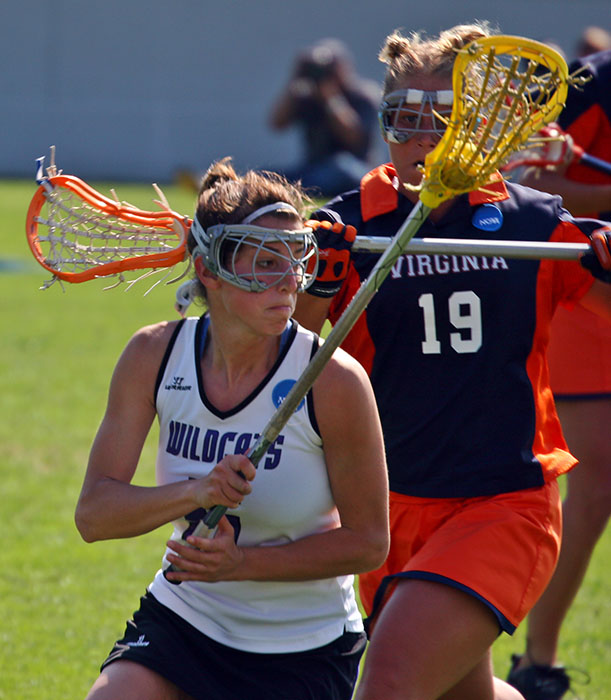
2005年全國大學體育協會女子袋棍球比赛，弗吉尼亚骑兵对西北野猫

西北大学是十大联盟成员之一，也是该联盟唯一的私立学校。目前西北大学有19个跨学院体育队（8个男子队和11个女子队）以及众多体育俱乐部。
西北大学的体育队伍起名为野猫队。1924年前他们被称为“紫队”，非正式也被称为“战斗卫理宗队”。1924年《芝加哥論壇報》的一名记者写道，即使他们输给了芝加哥大学，“埃文斯顿的橄榄球队没有丧气；野猫这个名字更适合他们。”这个名称非常受欢迎因此大学董事会成员数月后把“野猫队”正式当作球队的名称。1972年学生投票把名称从“野猫队”改为“紫雾队”，但是这个名称不受欢迎。
西北大学运动员的吉祥物是野猫威利，不过一开始野猫不是他们的吉祥物。最早是林肯动物园里的一头熊。1923年秋这头熊在比赛前都要上场。但是一次失败的赛季后球队认为它是恶运的带来者，因此不再用它。1933年威利首次作为标志出现，但是一直到1947年才成为吉祥物。球队在埃文斯顿比赛时西北大学进行曲乐队总是进行表演，以及在赛后演奏校歌。

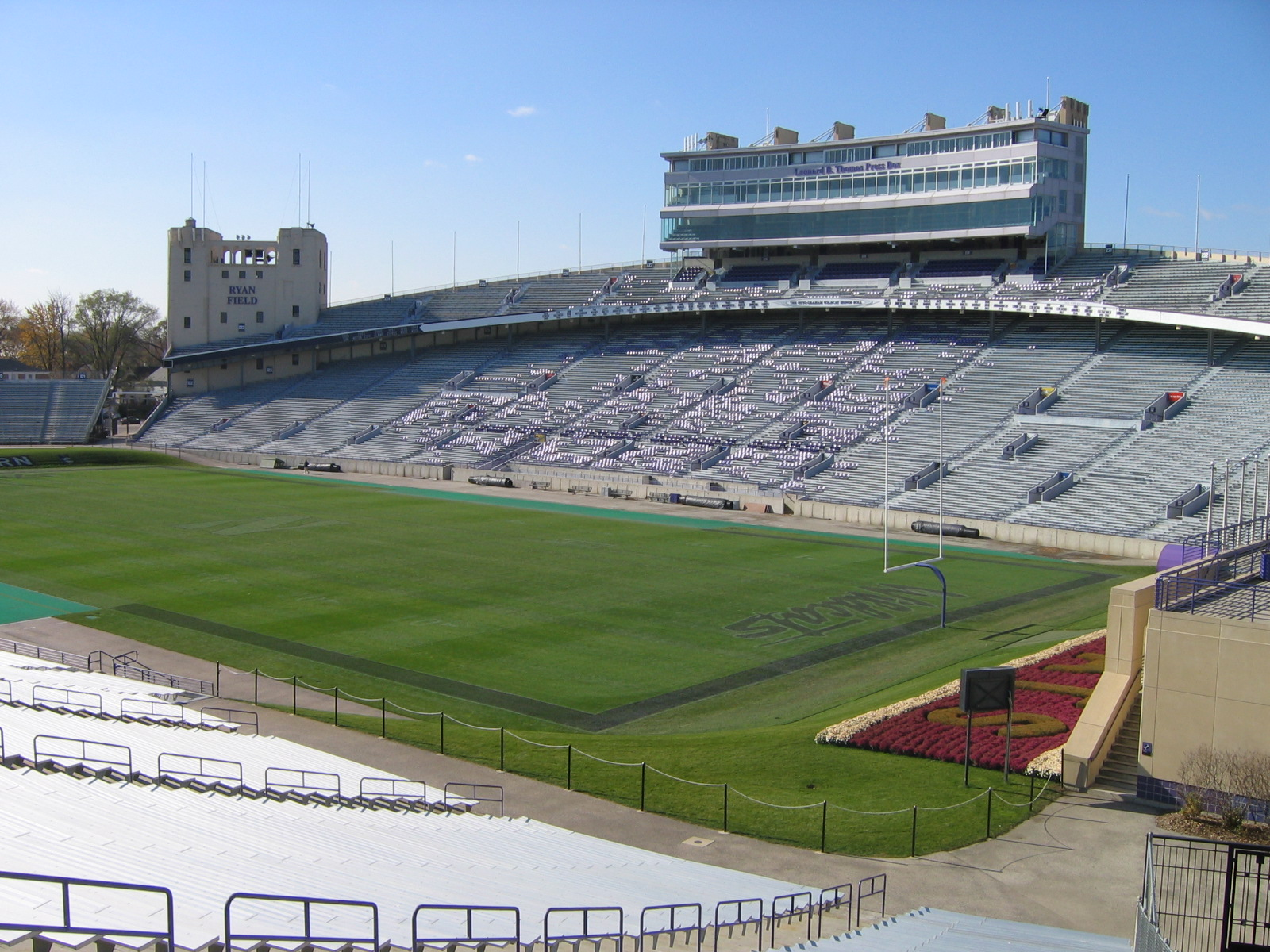
橄榄球场可容纳4.9万名观众

西北大学的橄榄球队自1936年以来73次出现在美联社民意调查的前10名（包括5次排名第一），自1903年以来8次获得十大联赛冠军。但球队早期成绩不佳，其曾一度是I-A级联赛中连败时间最长的球队，在1979年至1982年期间连续输掉了34场比赛。它是等级赛中输得最多的球队。但近年来球队的成绩可嘉，1996年、1997年、2000年、2003年、2005年和2008年均参加了杯赛。2004年它以33：27战胜了俄亥俄州立大学队，打破了其持续33年的输球历史。2006年球队教练突然逝世后，一名31岁的前全美橄榄球队成员和西北大学毕业生成为了美国历史上最年轻的大学队教练。
2006年在上发现了西北大学女子足球队收录新队员仪式的照片，为该球队带来和坏名声。
最近成绩比较好的项目有男子足球、摔跤、男子游泳、男子高尔夫球、女子网球、壘球、击剑和女子袋棍球。女子袋棍球连续赢得了四次冠军，2005年没有输一场球。1931年男子篮球队获得国家冠军。

## 校友

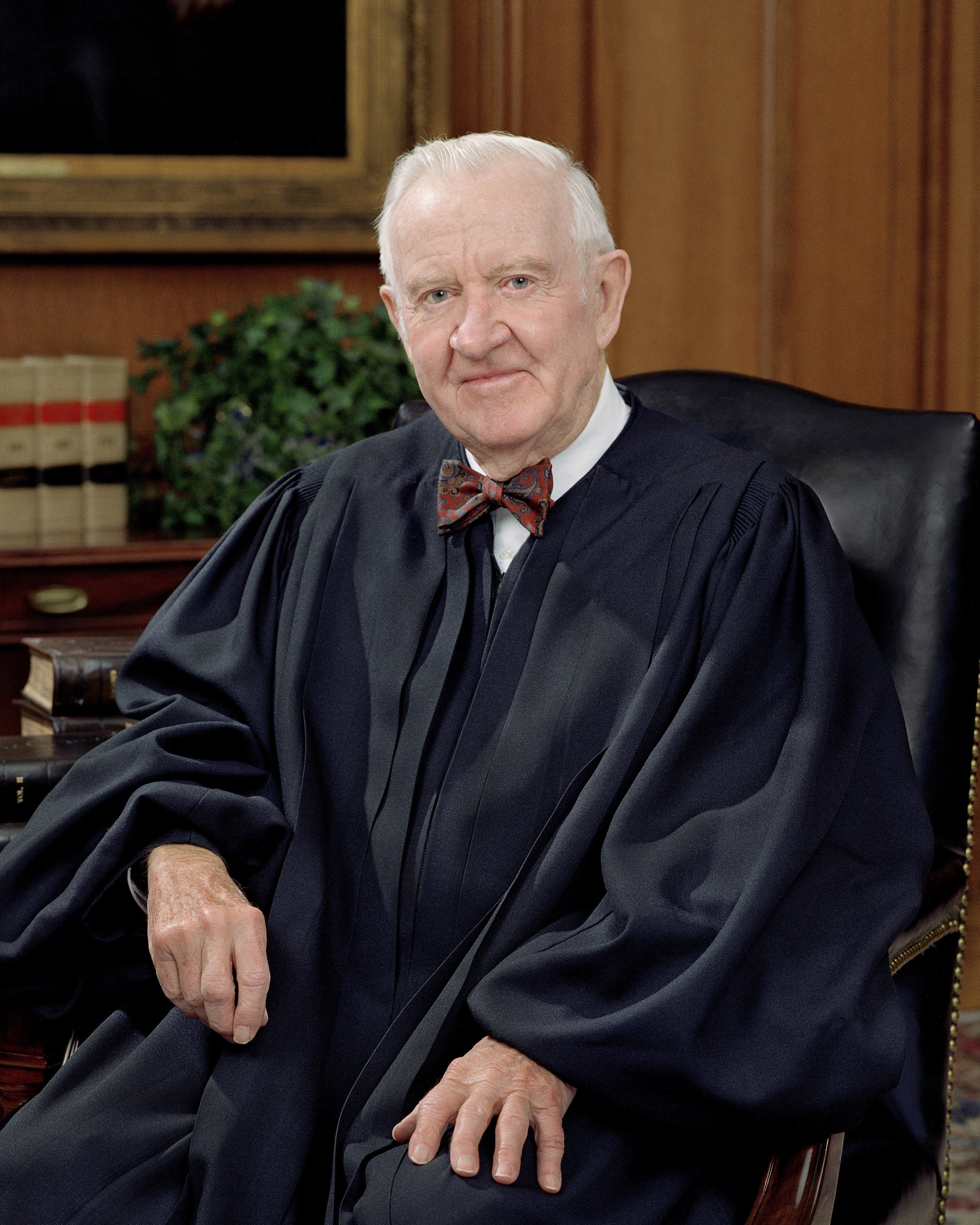
約翰·保羅·史蒂文斯，美國最高法院大法官

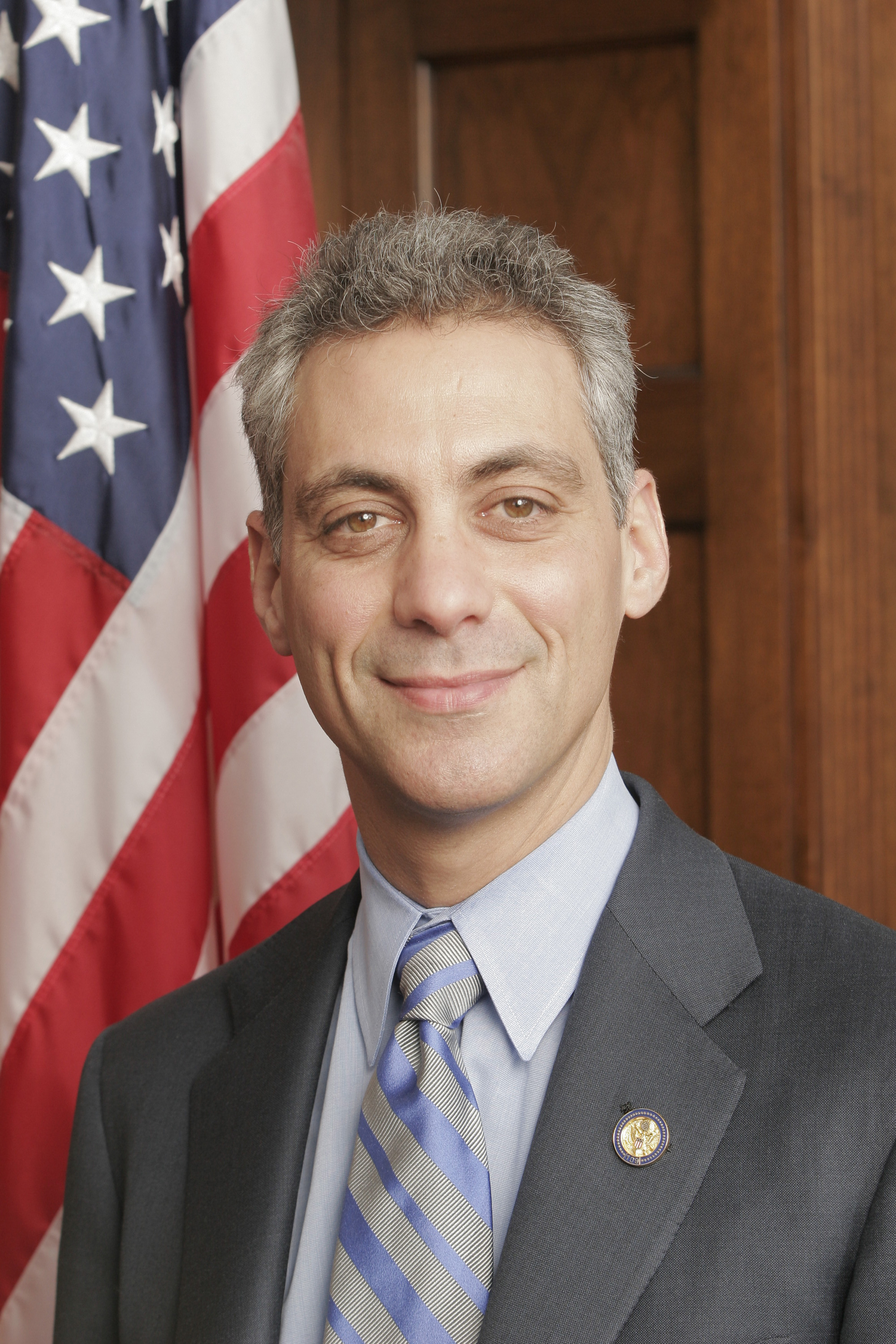
拉姆·伊曼紐爾，前芝加哥市長，前白宮幕僚長

大学的11个学校约有3500名教員，其中26名美国国家科学院院士、74名美国文理科学院院士、21名美国国家工程院院士、六名医学研究所成员。知名教务人员包括前气象人党首领伯纳丁·多恩、民族学者加里·艾伦·法恩、京都奖获得者哲学家于尔根·哈贝马斯、邓普顿奖获得者查尔斯·泰勒、普利策奖获得者历史学家加里·威尔斯、亚历山大·海蒙、玛丽·齐默尔曼等。前教务人员有艺术家埃德·帕施克、作家查尔斯·纽曼、诺贝尔奖获得者化学家約翰·波普、军事社会学家查尔斯·莫斯科斯等。
西北大学毕业生中包括斯特拉奖（Stella Awards）得主、皮爾森褲子索償案原訴人小罗伊·皮尔逊（Roy L. Pearson Jr.）、参议员和总统候选人乔治·麦戈文、诺贝尔经济奖获得者喬治·斯蒂格勒、诺贝尔文学奖获得者索尔·贝洛、美国最高法庭助理法官約翰·保羅·史蒂文斯、前最高法庭法官和美国驻联合国代表阿瑟·戈德堡、政治家阿德萊·史蒂文森。许多西北大学毕业生在芝加哥和伊利诺伊州起非常重要的作用，比如前伊利诺伊州州长罗德·布拉戈耶维奇、芝加哥公牛和芝加哥白襪的主席杰里·莱因斯多夫和剧院指导玛丽·齐默尔曼。西北大学毕业生戴维·J·斯科顿和格雷厄姆·斯帕尼尔曾担任康奈尔大学和宾夕法尼亚州立大学校长。前任芝加哥市長拉姆·伊曼紐爾于1985年在西北大学获得演说和通讯硕士学位。
从西北大学毕业的著名的电影电视演员和导演有安-玛格丽特、沃伦·比蒂、大卫·史威默、安妮·杜德克、扎克·布拉夫、瑪格·海根柏格、朱莉娅·路易斯-德利法斯、杰里·斯普林格、梅甘·马拉利、查尔顿·赫斯顿、威廉·丹尼尔斯、理查德·本杰明和斯蒂芬·科拜尔、希瑟·黑德利、沃尔特·克尔等在百老匯劇院成名。在纽约、洛杉矶和芝加哥西北大学毕业生在剧院、电影和电视中人数之多以至于被人称为“西北大学黑手党”。
西北大学的记者学校毕业了众多知名记者和政治活动家，其中包括三十八名普利策奖获得者如纽约时报的伊丽莎白·巴米勒、文森特·拉福雷、NBC新闻的凯莉·奥唐奈、ESPN的蕾切尔·尼科尔斯、迈克尔·威尔本等。
前中華民國海軍司令董翔龍上將曾在此取得電腦博士畢業證書。
香港理工大學土木及環境工程學系講座教授周錦添亦在此修畢博士學位。
韓國檀國大學建築教授、三豐百貨店倒塌事故原因鑑定委員鄭鑾於1988年取得該校土木工程博士學位。